# أحمد المير

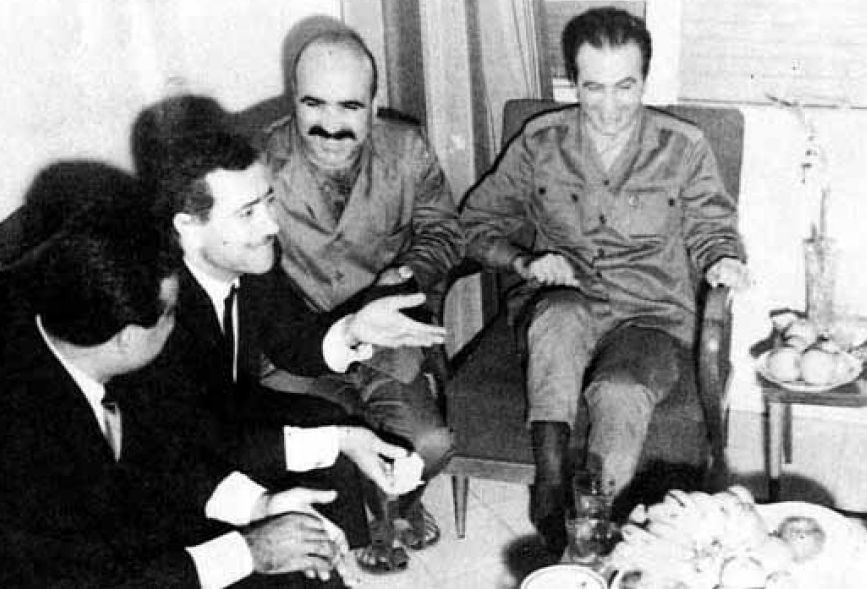
من اليمين: صلاح جديد، أحمد المير، مصطفى طلاس، وزير الداخلية السوري محمد رباح الطويل، عام 1969.

أحمد المير ملحم (1922 - 2007):  هو عسكري سوري، وقائد الجبهة السورية في الجولان، إبان حرب تموز 1967. ولد المير عام 1922، في مدينة مصياف، في محافظة حماة، وانتمى إلى حزب البعث مبكرًا، وكان أحد أعضاء اللجنة العسكرية في حزب البعث. بعد الانفصال عن مصر عام 1961، عاد المير من هافانا مع مجموعة من الضباط البعثيين الذين تم تسريحهم بعد الانفصال. بعد انقلاب 23 شباط 1966، تم تعيينه قائدًا (آمرًا) لجبهة الجولان، حتى عام 1968، حيث قام حافظ الأسد بترقيته لرتبة عميد و بتسجيل تلفزيوني تم تكريمه هو و الضباط المنسحبون بأوسمة  ، وعين بعد ذلك عضوًا في القيادة القطرية لحزب البعث، وبعدها ها عُين دبلوماسيًا في سفارة سوريا بمدريد. توفي المير عام 2007، ودُفن في مدينة مصياف، بحماة.

## حرب حزيران 1967
كان العقيد أحمد المير قائدًا لجبهة الجولان العسكرية إبان الحرب، وبعدما صدر قرار من وزير الدفاع السوري حافظ الأسد بالانسحاب الكيفي من هضبة الجولان، انسحب الجنود السوريون من الهضبة، وهرب المير بعد ذلك إلى دمشق على ظهر حصان. ورُقي بعد ذلك إلى رتبة عميد.